# Martin Faměra
Martin Faměra (* 4. listopadu 1988 Vimperk) je český vodní pólista reprezentující Španělsko. Jako první Čech se věnuje vodnímu pólu na profesionální úrovni.
S klubem Fezko Strakonice získal pět českých titulů. Pak odešel do ČH Hornets Košice a hrál za slovenskou reprezentaci na mistrovství Evropy ve vodním pólu v roce 2016, kde byl se 14 brankami nejlepším střelcem Slováků a jeho tým skončil na třináctém místě. Pak působil v Olympic Nice a Wasserfreunde Spandau 04, od roku 2015 je hráčem španělského mistra Club Natació Atlètic-Barceloneta. Získal španělské občanství a reprezentoval Španělsko na Letních olympijských hrách. Jeho tým obsadil v olympijském turnaji čtvrté místo.